# Bryophaenocladius simus
Bryophaenocladius simus är en tvåvingeart som först beskrevs av Edwards 1929.  Bryophaenocladius simus ingår i släktet Bryophaenocladius och familjen fjädermyggor. Inga underarter finns listade i Catalogue of Life.